# Nah Nah Nah
Nah Nah Nah è un singolo del rapper statunitense Kanye West, pubblicato il 16 ottobre 2020.

## Antefatti
Un'anteprima del brano era stata diffusa attraverso una storia su Instagram da parte di West.

## Remix
Il remix del singolo, che vede la collaborazione di DaBaby e 2 Chainz, è stato pubblicato il 13 novembre 2020.

### Tracce
1. Nah Nah Nah (Remix) (feat. DaBaby & 2 Chainz) – 3:11

## Tracce
1. Nah Nah Nah – 2:58